# The Karan Casey Band
Karan Casey (Waterford, 1969) is een Ierse zangeres.
In 1998 verliet zij de groep Solas en begon eerst een solo-loopbaan. Tegenwoordig heeft zij haar eigen band The Karan Casey Band met Tommy O'Sullivan, gitaar en haar zwager Caoimhín Vallely piano. Karan is de vrouw van Niall Vallely, concertinaspeler in de band Nomos en nu vanaf 2004 optredende met zijn eigen groep Buille met Paul Meehan en zijn broer Caoimhin Vallely. Tot nu toe zijn vier albums van The Karan Casey Band bekend.

## Discografie
- Distant Shore
- The Winds Begin to Sing
- The Seal Maiden
- Chasing the Sun (2005)